# Phlugiolopsis yaeyamensis
Phlugiolopsis yaeyamensis is een rechtvleugelige insectensoort uit de familie van de sabelsprinkhanen (Tettigoniidae). De soort komt voor op de Yaeyama-eilanden in Japan.
Phlugiolopsis yaeyamensis werd voor het eerst wetenschappelijk beschreven door Yamasaki in 1986.